# Irueste
Irueste település Spanyolországban, Guadalajara tartományban. Irueste Brihuega, Yélamos de Abajo, Peñalver, Romanones és Valfermoso de Tajuña községekkel határos. Lakosainak száma 86 fő (2024).

## Népesség
A település népessége az utóbbi években az alábbiak szerint változott:
| Lakosok száma | 66   | 65   | 61   | 63   | 62   | 61   | 72   | 68   | 82   | 86   |
|               | 2001 | 2004 | 2006 | 2009 | 2011 | 2014 | 2016 | 2019 | 2021 | 2024 |